# Joey O’Brien
Joseph Martin "Joey" O’Brien (Dublin, 1986. február 17. –) ír labdarúgó, jelenleg az angol West Ham United játékosa és az ír válogatott tagja.

## Külső hivatkozások
- O’Brien a West Ham oldalán
- Joey O'Brien pályafutásának statisztikái a Soccerbase oldalon (angolul)